# پرونوس سیلانی
پرونوس سیلانی (نام علمی: Prunus ceylanica) نام یک گونه از سرده پرونوس است.